# Varón (San Amaro)
Varón (llamada oficialmente San Fiz do Barón) es una parroquia del municipio español de San Amaro, en la provincia de Orense, Galicia.

## Toponimia
La parroquia también es conocida por los nombres de San Felipe de Varón, San Félix de Varón y San Fiz de Varón.

## Organización territorial
La parroquia está formada por dos entidades de población:

### Entidades de población
Entidades de población que forman parte de la parroquia:
- Cabana

### Despoblado
Despoblado que forma parte de la parroquia:
- Souto

## Demografía
| Gráfica de evolución demográfica de Varón entre 2000 y 2023 |
|                                                             |
| Datos según el nomenclátor publicado por el INE.            |